# Tropische koningstiran
De tropische koningstiran (Tyrannus melancholicus) is een zangvogel uit de familie Tyrannidae (Tirannen).

## Verspreiding en leefgebied
Deze soort komt voor van de zuidwestelijke Verenigde Staten tot centraal Argentinië en telt drie ondersoorten:
- T. m. satrapa: van de zuidwestelijke Verenigde Staten tot noordelijk Colombia en noordelijk Venezuela en Trinidad.
- T. m. despotes: noordoostelijk Brazilië.
- T. m. melancholicus: van noordelijk Zuid-Amerika tot centraal Argentinië.

## Status
De grootte van de populatie is in 2022 geschat op 200 miljoen volwassen vogels. Op de Rode lijst van de IUCN heeft deze soort de status niet bedreigd.